# Brume (Trois-Ponts)
Pour les articles homonymes, voir Brume (homonymie).
Brume est un hameau de la commune belge de Trois-Ponts située en Wallonie dans la province de Liège.
Avant la fusion des communes de 1977, Brume faisait déjà partie de la commune de Trois-Ponts. Avant 1970, le hameau faisait partie de la commune de Fosse

## Situation
Ce hameau se trouve en Ardenne sur le versant ouest de l'Amblève à une altitude variant entre 400 mètres et 450 mètres et à 2,5 kilomètres au nord-ouest du centre de Trois-Ponts.

## Description
Brume étire ses habitations dans les derniers hectomètres d'une côte venant de Trois-Ponts. La plupart de ces habitations sont des fermettes bâties en moellons de grès. Une ferme est toujours en activité. Au milieu du hameau, se trouve la chapelle Saint-Hilaire construite en grès et pierre calcaire et coiffée d'un clocheton hexagonal.
L'environnement immédiat de Brume a été profondément modifié par la construction des deux bassins supérieurs de la Centrale hydroélectrique de Coo-Trois-Ponts (volumes de 4 000 000 m³ et 4 540 000 m³) sur le Mont Saint-Victor, la création d'un poste de 380 kV et la présence de plusieurs pylônes de haute tension.